# Версель, Клас Аксель
Клас Аксель Версель (швед. Claës Axel Wersäll; 26 июня 1888, Ирста, лен Вестманланд, Швеция — 12 февраля 1951, Юргсхольм, лен Стокгольм) — шведский гимнаст, чемпион летних Олимпийских игр 1912 года в командном первенстве по шведской системе.
Сын министра финансов Швеции Класа Верселя-старшего, брат перетягивателя канатов Туре Верселя и пятиборца Эрика Верселя. Вне спорта служил в шведской армии в звании капитана в Вестманландском пехотном полку.